# Fanorona

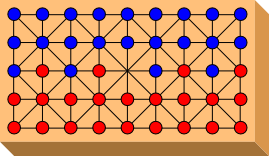
Situació inicial d'una partida de fanorona.

El fanorona és un joc de tauler tradicional de Madagascar i possiblement derivat de l'alquerc o marro de dotze.
És possible que en els seus orígens el joc tingués un important caràcter ritual i les primeres referències que se'n tenen daten de finals del segle xvii.
Es juga en un tauler de 5 × 9, amb lìnies que connecten les interseccions, diagonalment i ortogonalment. Cada jugador disposa de vint-i-una fitxes, que es col·loquen a totes les interseccions del tauler excepte a la central, que queda buida. L'objectiu és capturar o immobilitzar totes les peces de l'adversari. Per torn, cada jugador pot moure una de les seves fitxes a un punt veí, seguint les línies del tauler i les captures es realitzen aproximant-se o allunyant-se de les peces enemigues, de manera que en acabar el moviment de la fitxa pròpia, una o més fitxes enemigues quedi en la mateixa línia en què s'ha fet el moviment, sense cap fitxa pròpia enmig.